# Sanne Troelsgaard Nielsen
Sanne Troelsgaard Nielsen (* 15. August 1988) ist eine dänische Fußballnationalspielerin. Die Stürmerin spielt seit 2008 für die dänische Nationalmannschaft und verschiedene dänische Vereine. Von 2017 bis 2021 spielte sie für den FC Rosengård in der Damallsvenskan. Von Januar 2022 bis Dezember 2023 spielte sie in England für den FC Reading und aktuell für die AS Rom. Ihre Zwillingsschwester Lotte war ebenfalls Nationalspielerin. Beide standen aber nur einmal gemeinsam in der Startelf der Nationalmannschaft.

## Karriere

### Verein
Troelsgaard spielte bisher bei den dänischen Vereine SønderjyskE, Brøndby IF, IK Skovbakken und seit 2014 KoldingQ. Mit Brøndby gewann sie 2011 und 2013 das Double aus Pokal und Meisterschaft. In der UEFA Women’s Champions League 2012/13 spielte sie mit Brøndby im Sechzehntelfinale, scheiterte dort aber am norwegischen Vizemeister Stabæk Fotball. In der Saison 2013/14 kam erneut das Aus im Sechzehntelfinale, diesmal gegen den FC Barcelona aufgrund der Auswärtstorregel, da nach einem torlosen Remis in Barcelona das Rückspiel im heimischen Stadion 2:2 endete. Nach zweieinhalb Jahren bei KoldingQ, wechselte sie im Februar 2017 nach Schweden, zum FC Rosengård um die nach China abgewanderte Gaëlle Enganamouit zu ersetzen. Mit Rosengård gewann sie 2016/2017 und 2017/2018 den schwedischen Pokal und 2019 die Meisterschaft. In der UEFA Women’s Champions League 2016/17 scheiterten sie im Viertelfinale an den Frauen des FC Barcelona. 2017/18 war bereits im Achtelfinale Schluss, diesmal nach zwei Niederlagen gegen die Chelsea Ladies. In der Saison 2018/19 verloren sie im Achtelfinale daheim mit 2:3 gegen Slavia Prag und konnten in Prag nur ein torloses Remis erreichen. Da sie 2018 in der Damallsvenskan nur Dritte geworden waren, konnten sie nicht in der UEFA Women’s Champions League 2019/20 starten. Mit Rosengård gewann sie aber 2019 und 2021 die schwedische Meisterschaft. In der UEFA Women’s Champions League 2020/21 erreichten sie das Viertelfinale, wo aber zweimal gegen die Frauen des FC Bayern München verloren wurde (0:3 und 0:1). Sanne kam in allen sechs Spielen zum Einsatz und erzielte vier Tore. Ein Jahr später schied sie aber in der Qualifikation zur UEFA Women’s Champions League 2021/22 gegen die Frauen des TSG 1899 Hoffenheim nach einer 0:3-Heimniederlage und einem 3:3 im Rückspiel aus. Ein Jahr später schied sie aber in der Qualifikation zur UEFA Women’s Champions League 2021/22 gegen die Frauen des TSG 1899 Hoffenheim nach einer 0:3-Heimniederlage und einem 3:3 im Rückspiel aus.
Am 21. Dezember 2021 erhielt sie einen Zweijahresvertrag beim FC Reading. Im Februar 2024 wechselte sie nach Italien zur AS Rom.

### Nationalmannschaft
2004 und 2005 bestritt sie mit der dänischen U-17-Mannschaft neun Spiele, unter anderem beim Nordic Cup, bei dem die dänischen Juniorinnen Dritte wurden. Zwischen 2005 und 2007 spielte sie dann in der U-19-Mannschaft. Die drei letzten Spiele bestritt sie bei der U-19-Fußball-Europameisterschaft der Frauen 2007, bei sie aber nach der Gruppenphase ausschieden. 2009 folgten dann noch zwei Spiele mit der U-23-Mannschaft. Bereits während dieser Zeit machte sie am 10. März 2008 beim 1:0 gegen Finnland ihr erstes Länderspiel beim Algarve-Cup 2008 als sie zur zweiten Halbzeit eingewechselt wurde und 13 Minuten später ihre erste Gelbe Karte erhielt. Danach musste sie drei Monate auf ihren nächsten Einsatz und danach nochmals bis zum März 2009 auf einen weiteren Einsatz warten, wieder beim Algarve-Cup, aber nur in einem Spiel. Im Vorfeld der Europameisterschaft 2009 wurde sie in drei Freundschaftsspielen eingesetzt und dann auch für die EM nominiert. Bei der EM kam sie aber nur im letzten Gruppenspiel zum Einsatz und als schlechteste Gruppendritte schieden die Däninnen nach der Gruppenphase aus. Danach kam sie regelmäßiger zum Einsatz und am 24. Oktober 2009 erzielte sie beim 15:0 gegen Georgien – dem höchsten Länderspielsieg der Däninnen – ihre ersten beiden Länderspieltore. Ihren ersten Dreierpack erzielte sie am 18. Juni 2011 beim 3:0 gegen Wales. Bis zur EM-Endrunde 2013 fehlte sie dann nur in drei Länderspielen, hatte es bis dahin auf 60 Länderspiele gebracht und war laut UEFA eine der Schlüsselspielerinnen der dänischen Mannschaft. Sie äußerte sich dann vor der EM auch optimistisch über die Aussichten der dänischen Mannschaft.  Am 30. Juni musste sie dann aber wegen einer schweren Krankheit in der unmittelbaren Familie die Teilnahme absagen. Die Däninnen schalteten dann im Viertelfinale ohne ihre Mitwirkung Geheimfavorit Frankreich aus und scheiterten im Halbfinale erst im Elfmeterschießen an Norwegen.
Nach der EM wurde sie dann in allen weiteren Spielen eingesetzt. Ein besonderes Spiel für sie war das Spiel am 25. September 2013 gegen Ungarn: Zur zweiten Halbzeit wurde ihre Zwillingsschwester Lotte für sie eingewechselt. Am 12. März 2014 standen dann beide erstmals zeitweise gleichzeitig auf dem Platz, als Lotte im Spiel um Platz 5 gegen China beim Algarve-Cup 2014 zur zweiten Halbzeit eingewechselt wurde.  Lotte wurde danach noch zweimal eingewechselt als Sanne in der Startelf stand und durchspielte. Am 9. März 2015 standen dann beide gegen Portugal beim Algarve-Cup 2015 zum bisher einzigen Mal gemeinsam in der Startelf.
In der Qualifikation für die Fußball-Europameisterschaft der Frauen 2017 kam sie in allen acht Spielen zum Einsatz, erzielte dabei sechs Tore und erreichte mit ihrer Mannschaft als zweitbeste Gruppenzweite die Endrunde. Bei der EM-Endrunde wurde sie in allen sechs Spielen ihrer Mannschaft eingesetzt und verpasste dabei keine Minute. Zum Auftakt erzielte sie den 1:0-Siegtreffer gegen Belgien. Im Viertelfinale konnten sie trotz frühem Rückstand Titelverteidiger Deutschland mit 2:1 bezwingen, wobei ihre Namensvetterin Theresa den Siegtreffer erzielte. Im Halbfinale setzten sie sich nach torlosen 120 Minuten im Elfmeterschießen gegen EM-Neuling Österreich durch. Das Finale verloren sie dann nach eigener Führung mit 2:4 gegen Gastgeber Niederlande.
Die Niederlande war dann in der Qualifikation für die Fußball-Weltmeisterschaft der Frauen 2019 Endstation. Nachdem sie in den Gruppenspielen hinter Schweden nur den zweiten Platz belegten – auch weil sie einmal wegen mangelnder Zahlungen durch den dänischen Verband nicht antraten und das Spiel gegen Schweden dann mit 0:3 gewertet wurde – mussten sie in den Playoffs der Gruppenzweiten gegen die Europameisterinnen antreten und verloren zweimal.
Während es Sanne auf mittlerweile 154 Länderspiele gebracht hat und damit die zweitmeisten Länderspiele für Dänemark bestritten hat, kam Lotte zwischen 2013 und 2015 nur auf acht Einsätze. Ihr 100. Länderspiel bestritt Sanne am 22. Oktober 2016 zusammen mit ihrer Namensvetterin Theresa Nielsen.
Im ersten Länderspiel der Däninnen nach der COVID-19-Pause erzielte sie am 17. September 2020 ihr 50. Länderspieltor zum 2:0-Zwischenstand beim 4:0-Sieg in der Qualifikation für die EM 2022 gegen Bosnien und Herzegowina. Insgesamt erzielte sie in der erfolgreichen Qualifikation sechs Tore in zehn Spielen. In den ersten acht Spielen der laufenden Qualifikation für die WM 2023 wurde sie immer eingesetzt und erzielte drei Tore. Nach dem Ausschluss der Russinnen wegen des völkerrechtswidrigen russischen Überfalls auf die Ukraine stehen die Däninnen vorzeitig als WM-Teilnehmerinnen fest, an der sie zuletzt 2007 teilnahmen.
Am 16. Juni wurde sie für die EM-Endrunde nominiert. Bei der EM wurde sie in den drei Gruppenspielen eingesetzt. Nach Niederlagen gegen Deutschland und Spanien sowie einem Sieg gegen Finnland schieden die Däninnen als Gruppendritte aus.
Am 30. Juni 2023 wurde sie für die WM-Endrunde in Australien und Neuseeland nominiert, wurde in drei der vier Spiele ihres Teams in der Schlussphase eingewechselt und erzielte in der zehnten Minute der Nachspielzeit des dritten Gruppenspiels gegen Haiti das Tor zum 2:0-Endstand. Sie schied mit der Mannschaft im Achtelfinale gegen die Australierinnen aus. Sie war die älteste Spielerin im Kader und die Spielerin mit den meisten Länderspielen. Dennoch war es auch für sie die erste WM-Teilnahme.
Am 20. Juni 2025 wurde sie für die EM-Endrunde nominiert. Sie wurde bei den drei Niederlagen der Däninnen, nach denen diese ausschieden, zweimal eingewechselt.

## Erfolge
- Dänische Meisterin 2011 und 2013 (mit Brøndby)
- Dänische Pokalsiegerin 2011 und 2013 (mit Brøndby)
- Schwedische Pokalsiegerin  2016/2017 und 2017/2018 (mit Rosengård)
- Schwedische Meisterin 2019 und 2021 (mit Rosengård)
- Vizeeuropameisterin 2017
- Italienische Meisterin: 2023/24
- Italienische Pokalsiegerin: 2023/24
- Italienische Supercupsiegerin 2024/25 (ohne Einsatz)

## Auszeichnungen
- WSU-Tor der Monate April und Mai 2015[21][22]